# Digimon Battle Spirit
Digimon Battle Spirit, pubblicato originariamente in Giappone come Digimon Tamers: Battle Spirit (デジモンテイマーズ バトルスピリット?, Dejimon Teimāzu Batoru Supiritto), è un videogioco picchiaduro a incontri sviluppato da Dimps e pubblicato da Bandai, appartenente al franchise Digimon. Il gioco è stato distribuito esclusivamente sul mercato giapponese per la console portatile WonderSwan Color nel 2001. Due anni dopo, è stato convertito per Game Boy Advance ed è uscito in Nord America e poi in Europa.
Digimon Battle Spirit presenta i personaggi e i Digimon protagonisti delle prime tre stagioni dell'anime in un titolo d'azione con una trama semplicistica e temi musicali tratti dalla serie animate. Il gameplay è simile a quello di Digimon Rumble Arena per la console PlayStation. Il gioco fa uso dell'accessorio Game Link Cable per consentire l'utilizzo della modalità multiplayer che supporta fino a due giocatori.

## Trama
Digiworld, un sub-spazio generato da computer e reti elettroniche, viene attaccato da un malvagio Digimon di nome Millenniummon; questi cerca di corrompere i dati del mondo digitale e di modificarli a suo piacimento. In risposta, i Digiprescelti e i loro partner Digimon cercano di fermarlo prima che venga commesso l'irreparabile. Il gioco inizia con una serie di scontri contro i Digimon di base e si avrà l'obiettivo di arrivare al boss finale per concludere la partita.

## Modalità di gioco
Digimon Battle Spirit è un videogioco picchiaduro a incontri uno contro uno che vede diversi Digimon affrontarsi in vari ambienti. Ogni personaggio può fare uso di alcuni attacchi speciali eseguibili tramite il tasto A oppure con quelli direzionali; il tasto B serve solamente per saltare sulle piattaforme. Inoltre premendo R sarà possibile effettuare una sorta di provocazione nei confronti dell'avversario, la quale però non ha nessun riscontro effettivo sulla partita. Durante il combattimento, il giocatore può raccogliere alcuni oggetti per infliggere danni aggiuntivi al suo avversario.
Ogni battaglia può essere vinta raccogliendo piccole sfere blu chiamate "D-Spirits". Quest'ultime si ottengono colpendo l'avversario e sono sparse nel livello. Un attacco più potente può far comparire più sfere nelle vicinanze. Vince il giocatore che ha raccolto più sfere prima dello scadere del tempo. I Digimon possono anche digievolvere al massimo livello toccando Calumon che appare spesso durante le singole competizioni (l'unico a fare eccezione è Impmon, che invece non si evolverà se toccherà il Digimon bianco). I Digimon digievolvono per un tempo limitato ma ottengono una forza d'attacco maggiore. Man mano che il gioco prosegue, il giocatore dovrà occasionalmente battersi contro Impmon, il quale farà irruzione prima dell'inizio di un incontro e svolgerà il ruolo di miniboss. Questa lotta, che si rivela più difficile delle precedenti, serve principalmente per totalizzare punti extra. Una volta raggiunto l'ultimo livello bisognerà confrontarsi con il boss finale Millenniummon.
Il gioco mette in evidenza le prime tre stagioni dell'anime Digimon: Digimon Adventure, Digimon Adventure 02 e Digimon Tamers. Ogni personaggio ha la sua digievoluzione (tranne Impmon) e le sue tecniche che variano a seconda del Digimon scelto. I sette Digimon inizialmente disponibili sono: Guilmon, Terriermon, Renamon, Veemon, Wormmon, Agumon e Sukamon. I personaggi sbloccabili sono: BlackAgumon, Lopmon, Gabumon, ExtraAgumon e Impmon. Digimon Battle Spirit presenta un totale di dodici personaggi giocabili. All'inizio sono utilizzabili i sette Digimon predefiniti; in sostanza il giocatore deve combattere contro i suoi avversari in diverse arene che possono essere foreste, ghiacciai, parchi divertimento e paludi. Nonostante il gameplay e le tecniche possedute dalla singole creature, gli incontri sono di breve durata.
Nella versione originale la modalità multiplayer è possibile collegando due WonderSwan Color fra loro oppure con un Digivice D-Ark, mentre in quella per Game Boy Advance bisogna fare uso dell'accessorio Game Link Cable; in entrambi i casi vengono supportati fino a due giocatori.

## Sviluppo
Digimon Battle Spirit è stato sviluppato da Dimps, studio che ha cercato di portare per la prima volta in assoluto nel franchise Digimon il genere picchiaduro a incontri su una console portatile. Il gioco è stato così pubblicato per la prima volta in Giappone il 6 ottobre 2001 per WonderSwan Color edito da Bandai. Le prime edizioni uscite presentavano una carta collezionabile raffigurante Moon=Millenniummon. Alla fine del 2002, Bandai decise di convertire questo titolo per Game Boy Advance, rendendolo disponibile anche per il mercato occidentale, rispettivamente il 15 gennaio 2003 in Nord America, il 22 agosto seguente in Francia, il 29 agosto successivo nel resto d'Europa e il 5 settembre nel Regno Unito. Il gioco ha ricevuto una valutazione "E" (per tutti) dall'Entertainment Software Rating Board (ESRB) e "3+" dal Pan European Game Information (PEGI). La versione occidentale differisce da quella originale giapponese per alcune caratteristiche. Sono state inserite delle bande laterali allo schermo per via delle differente risoluzione del Game Boy Advance rispetto a quella del WonderSwan Color ed è stato rimosso il supporto al Digivice D-Ark. Inoltre quando un Digimon digievolve sono state sostituite le versioni strumentali dei brani Brave Heart, Beat Hit! e EVO con uno totalmente nuovo.

## Sequel
Il 27 aprile 2002 è uscita una versione migliorata intitolata Digimon Tamers: Battle Spirit Ver. 1.5, resa disponibile nuovamente per WonderSwan Color, ma a differenza dell'originale non è mai stata convertita per Game Boy Advance e perciò è rimasta inedita in Occidente.
Il 7 dicembre 2002 è stato pubblicato in Giappone sempre su WonderSwan Color un sequel, Digimon Battle Spirit 2, il quale è scollegato a livello di trama ed è ambientato nell'universo di Digimon Frontier. Tale gioco è giunto anche nel mercato occidentale come titolo per Game Boy Advance, rispettivamente il 23 settembre 2003 in Nord America e il 27 agosto 2004 in Europa.

## Accoglienza
| Testata                            | Versione | Giudizio |
| ---------------------------------- | -------- | -------- |
| Metacritic (media al 01-07-2021)   | GBA      | 60/100   |
| GameRankings (media al 09-12-2019) | GBA      | 58.00%   |
| Famitsū                            | WSC      | 16/40    |
| IGN                                | GBA      | 6.5/10   |
| GameZone                           | GBA      | 7/10     |
| Jeuxvideo.com                      | GBA      | 11/20    |
| Nintendophiles                     | GBA      | 5.5/10   |
| Nintendojo                         | GBA      | 6/10     |
| Nintendo Power                     | GBA      | 68/100   |
| AllGame                            | GBA      | 2.5/5    |
| Meristation                        | GBA      | 4/10     |

L'aggregatore Metacritic ha assegnato una media del 60% a Digimon Battle Spirit, sulla base di sette recensioni. Invece su GameRankings ha una media complessiva del 58% in base a sei recensioni.
Al momento dell'uscita, i quattro recensori della rivista Famitsū hanno dato un punteggio di 16/40 alla versione originale per WonderSwan Color.
Craig Harris di IGN affermò che Digimon Battle Spirit era un gioco sorprendentemente divertente. Tuttavia gli mancavano molte caratteristiche che si aspettava di vedere da un titolo picchiaduro. Harris Sostenne che il titolo aveva una presentazione molto asciutta, data l'assenza totale di una trama, così come i filmati oppure i dialoghi, in pratica non offriva nulla oltre alle modalità giocatore singolo o multigiocatore. Nonostante ciò Bandai offriva un game design piuttosto carino, se si riusciva a resistere alla colonna sonora metallica in stile NES. Il recensore lodò i disegni e le animazioni realizzate davvero bene così come i semplici controlli che erano molto facili da comprendere. In conclusione Harris affermò che indipendentemente dal fatto che piacessero o meno i Digimon, il titolo era un picchiaduro divertente, ma non bisogna aspettarsi nulla di molto profondo. Lo stesso sito ha poi selezionato Digimon Battle Spirit come il runner-up per il gennaio 2003 il premio "Gioco GBA del mese", dietro a Crash Bandicoot 2: N-Tranced. GameZone ha apprezzato particolarmente la grafica del gioco, assegnandogli un voto di 8 su 10, affermando che "La grafica di Battle Spirit è magnifica, con le sue meravigliose ambientazioni, i suoi colori brillanti e i suoi personaggi facilmente identificabili. Gli effetti speciali sono perfettamente in linea con gli attacchi dei Digimon che hanno i loro poteri e posso infliggere una serie di danni grazie agli oggetti".
Un redattore del sito francese Jeuxvideo.com gli ha attribuito un punteggio di 11 su 20, qualificando il gioco come una "delusione" in quanto "basato su un gameplay semplice". Ronald Dubyak di Nintendophiles lo trovò come un picchiaduro mediocre dove l'esclusivo sistema di combattimento semplicemente non compensava il gameplay breve e semplice. GamePro criticò la conversione dalla versione originale per WonderSwan Color, ritenendo che le bande laterali presenti sullo schermo fossero brutte, mentre apprezzò la grafica in generale, sebbene gli sfondi e i personaggi non si rivelavano all'altezza dei moderni standard del GBA in quanto non sembravano abbastanza colorati, ma in compenso le animazioni erano eccellenti, soprattutto considerando gli spazi angusti con cui si aveva a che fare. Furono rivolte anche delle critiche nei confronti del bilanciamento di alcuni personaggi, ad esempio Renamon venne considerata troppo lenta benché facesse parte dei Digimon più veloci esistenti. I combattimenti diventavano monotoni dopo poco tempo e con un po' di pratica si poteva riuscire ad affrontare gli avversari anche impostando la difficoltà su difficile. Il recensore lo consigliò principalmente ai fan dei mostri digitali mentre il restante bacino di utenza poteva farne anche a meno.
Jeremy Jastrzab di Nintendojo lo vide come un titolo semplicistico e datato, ma offriva lo stesso divertimento della serie Super Smash Bros.. Sebbene il sistema di controllo fosse rigido, la grafica scadente e il sonoro lugubre, ciò che offriva era abbastanza piacevole, soprattutto per i fan. La rivista Nintendo Power affermò in maniera simile a Nintendojo che il gioco presentava delle somiglianze di base con Super Smash Bros.. Scott Alan Marriott di AllGame ha dato al titolo due stelle e mezzo su cinque, anche se non ha fornito una recensione più approfondita.
In una recensione in retrospettiva, Daniel Delgado García del portale spagnolo Meristation ha sostenuto che il gioco mancava molto di originalità, divertimento e modalità di gioco, assieme alla grafica che doveva essere un po' più elaborata. Si rivelava un titolo mediocre ma nonostante tutto non falliva clamorosamente in ogni suo aspetto, ma ciò che era passabile non bastava sicuramente ad elevarlo alla sufficienza. Gli stessi fan di Digimon potevano trovarlo interessante vedere i loro eroi su schermo, ma il resto dei giocatori doveva considerare di cercare un'alternativa più completa, il che non era molto complicato.